# Val di Fassa
Het Val di Fassa (Duits Fassatal, Ladinisch: Val de Fascia) is een Italiaans bergdal in de Trentiner Dolomieten. De gelijknamige deelprovincie, Val di Fassa, ligt in het noordoosten van de provincie Trente, dat met het noordelijker gelegen Zuid-Tirol de autonome regio Trentino-Zuid-Tirol vormt, te situeren in het midden-noorden van Italië, grenzend aan het Oostenrijkse Tirol. Genoemd Val di Fassa heeft een oppervlakte van 317,84 km² en telde in 2017-'18: 10.106 inwoners.
Het dal is uitgesleten door de rivier de Avisio die ontspringt op de gletsjers van de Marmolada. De naam Val di Fassa geldt alleen voor het hoogste deel van de vallei. Voordat de Avisio uitstroomt in de Adige verandert de naam van het dal nog in Val di Fiemme en Val di Cembra.
Enkele van de bekendste Dolomietmassieven omringen het Val di Fassa: de Marmolada, Sella, Latemar, Sassolungo en Catinaccio. De inwoners zijn zowel 's zomers als 's winters voor een groot deel afhankelijk van het toerisme. Gedurende de winter is het een belangrijk wintersportgebied, het maakt deel uit van het Dolomiti Superski dat een van de grootste skigebieden ter wereld is. In de zomer is het dal erg geliefd bij bergwandelaars.
Verscheidene bergpassen verbinden het Val di Fassa met haar buurdalen. De Costalungapas verbindt het dal met het Zuid-Tiroler Eggental. In het noorden liggen de Sellapas en Pordoipas die leiden naar het Val Gardena en Livinallongo (Veneto). In het oosten liggen aan de voet van de Marmolada de Fedaiapas en de San Pellegrinopas, die de verbinding vormen met het dal van de Cordevole.
Het Val di Fassa is het enige dal van Trentino waar de Ladinische taal gesproken wordt. De lokale variant hiervan is het Fassano en wordt door zo'n 8620 inwoners gesproken.

## Belangrijkste plaatsen
- Canazei
- Campitello di Fassa
- Mazzin
- Pozza di Fassa
- Vigo di Fassa
- Soraga
- Moena

## Belangrijkste bergtoppen
- Marmolada (3343 m)
- Sella (3151 m)
- Sassolungo (3181 m)
- Catinaccio (3002 m)
- Latemar (2842 m)